# (6214) Mikhailgrinev
(6214) Mikhailgrinev est un astéroïde de la ceinture principale.

## Description
(6214) Mikhailgrinev est un astéroïde de la ceinture principale. Il fut découvert le 26 septembre 1971 à Naoutchnyï par Tamara Smirnova. Il présente une orbite caractérisée par un demi-grand axe de 3,16 UA, une excentricité de 0,19 et une inclinaison de 2,4° par rapport à l'écliptique.

## Compléments